# Internationaal Homomonument Den Haag

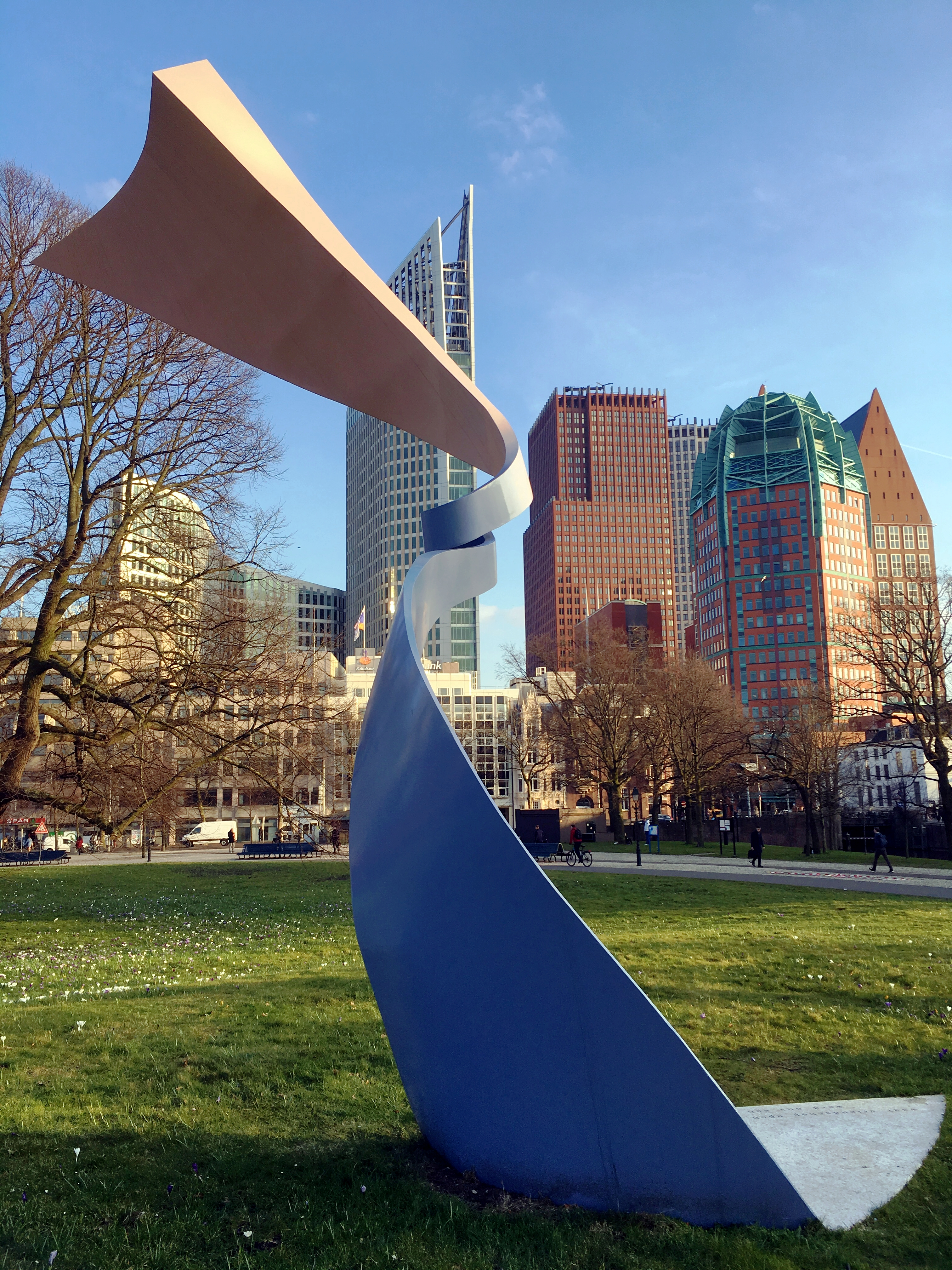
Internationaal Homomonument Den Haag na de verplaatsing naar de Koekamp in Den Haag

Internationaal Homomonument Den Haag is een gedenkteken uit 1993 aan de Koekamp in Den Haag, ontworpen door Theo ten Have. Het dient ter herdenking van alle lesbische vrouwen en homoseksuele mannen in de wereld die vervolgd en onderdrukt zijn of worden vanwege hun geaardheid.

## Geschiedenis

### Een poot tussen de deur

Voorblad van de nota “Een Poot Tussen de Deur”. Bron: COC Haaglanden

Op 26 juni 1985 werd in Den Haag het initiatiefraadsvoorstel “Aanpak discriminatie naar seksuele voorkeur en bevordering homo-emancipatie” ingediend door de gemeenteraadsfractie van PSP/CPN/PPR (later samengegaan in GroenLinks). De bijbehorende nota “Een Poot Tussen de Deur” was opgesteld samen met het COC Haaglanden, de Haagse COC-Vrouwengroep en de Haagse HIG-homojongerengroep. In het stuk werd een analyse van de toenmalige situatie gegeven, en werden aanbevelingen gedaan om discriminatie tegen te gaan en emancipatie van homoseksuelen te bevorderen. Een van de voorstellen in het stuk betrof de oprichting van een Haags homomonument. Op 20 oktober 1986 werden het initiatiefvoorstel van de raad en het bijhorende preadvies van het college van burgemeester en wethouders behandeld en aangenomen door de gemeenteraad.
De in datzelfde jaar opgerichte Stichting Homomonument Den Haag Internationaal stelde zichzelf tot doel om te komen tot het oprichten en in eigendom overdragen aan de gemeente Den Haag van een monument, door middel waarvan herkenning en erkenning kon worden bevorderd van, voor en door huidige en toekomstige generaties van met name homoseksuele mannen en lesbische vrouwen in de samenleving in het algemeen en in Den Haag als internationale stad in het bijzonder; als teken van maatschappelijke erkenning, die een stap moest zijn op weg naar een volledige emancipatie van homoseksuele mannen en lesbische vrouwen, en als internationale steunbetuiging aan vervolgde en onderdrukte homo's in het buitenland, als signaal naar landen waar discriminatie op grond van seksuele voorkeur nog steeds gewoon is.

### Financiering
Ten behoeve van de realisatie van het monument waren, naast donaties door vele particulieren, ook de provincie Zuid-Holland, de gemeente Den Haag en de Nederlandse Beton Maatschappij (tegenwoordig onderdeel van de Koninklijke BAM Groep) bereid gevonden om geldbedragen ter beschikking te stellen voor realisatie van het monument. Uiteindelijk kon de stichting beschikken over een bedrag van 120.000 gulden om het monument en alles rondom de totstandkoming daarvan te kunnen bekostigen.

### Kunstopdracht
Voor de kunstopdracht werd gesteld dat het een monument van hoge kwaliteit en van internationaal niveau moest worden. Het diende een 'centrumfunctie' te hebben tevens te kunnen functioneren als 'aandachtspunt'. In aanvulling op de algemeen beoogde doelstelling als eerder genoemd werd aangetekend dat:
- bij herkenning werd gedacht aan aspecten als gevoelens van angst, pijn, verdriet, strijd en verzet en trots.
- bij erkenning tekende de stichting aan dat kon worden overwogen dat in toenemende mate kon worden gesproken van zelfacceptatie, saamhorigheid, gelijkberechtiging, begrip en solidariteit.

Het bestuur van de stichting schreef verder: Een abstracte en/of symbolische verbeelding van (onder meer) de bovengemelde aspecten wordt op prijs gesteld.

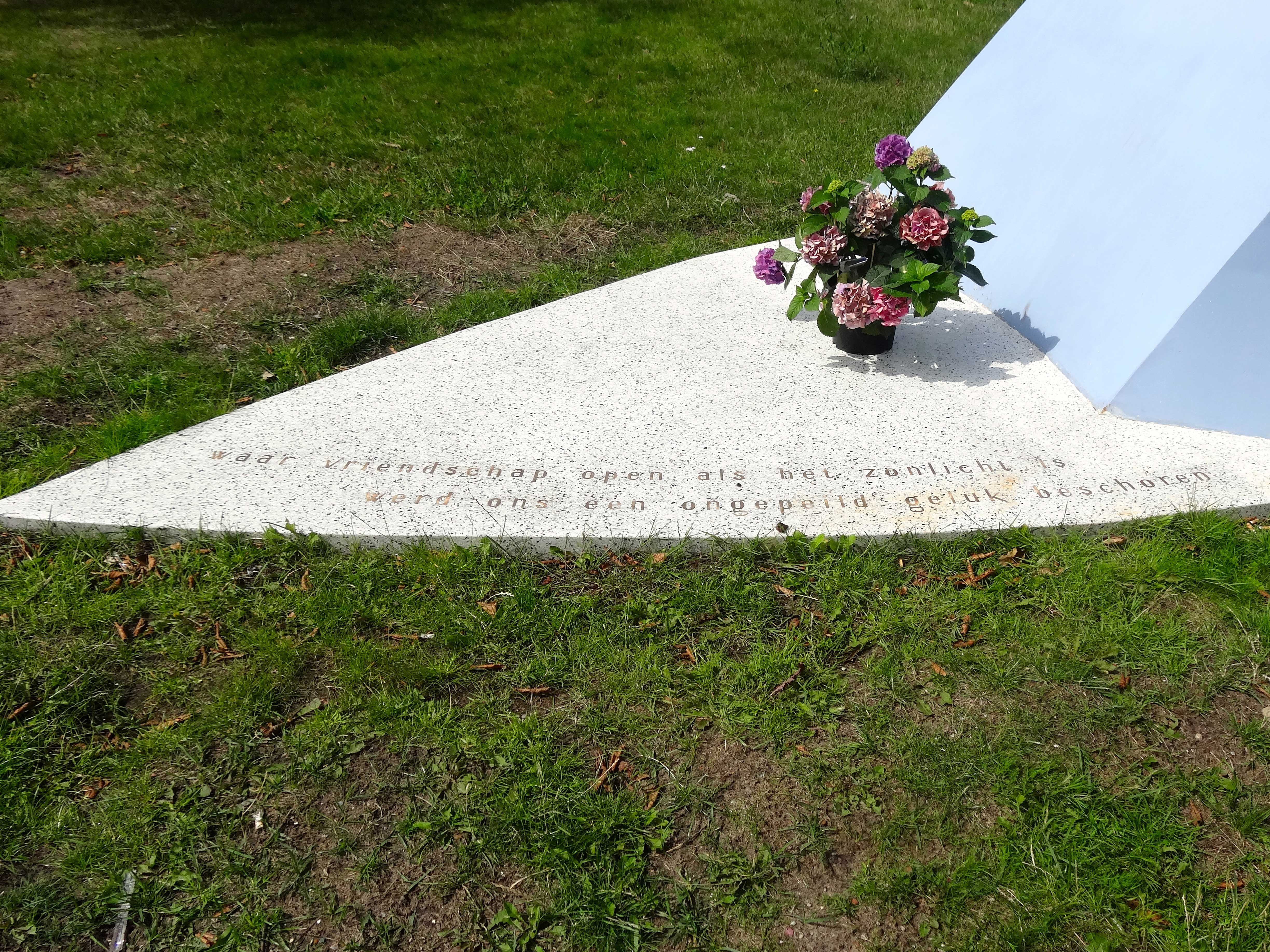
Detail van het monument (2015)

### Ontwerp en symboliek
Na een voorronde waarbij 47 inzendingen werden ontvangen volgde voor de drie als meest geschikt beoordeelde ontwerpen een kans om deze verder uit te werken. Daarna viel uiteindelijk unaniem de keuze op het ontwerp van de Haagse kunstenaar Theo ten Have. Het werd omschreven als een stalen beeld op een granito voetstuk van ruim zeven meter hoogte. De vorm en kleur van het monument zijn symbolisch voor een zelfbewust gay leven. Het blauw is de basis voor de bewustwording, de knopen erin symboliseren de conflicten en het omhoog reikende roze staat voor de bevrijding.

### Malieveld
Als locatie voor het monument in Den Haag werd aanvankelijk gekozen voor het Malieveld/Koekampgebied: specifiek ging het onder andere om het verharde gedeelte op de hoek van de Koekamplaan en de Koningskade. Staatsbosbeheer (eigenaar van de grond) had met deze keuze ook al ingestemd; instemming van het Haags gemeentebestuur was eveneens verkregen. Het monument zou worden geplaatst in het daar aanwezige groengebied, dat voldoende ruimte kon bieden voor bijeenkomsten.

### Tegenslag
Voordat de opdracht tot vervaardiging kon worden verstrekt werden ook bewoners- en wijkorganisaties geïnformeerd over de keuze. De volgende stap was het verzoek om formele goedkeuring door het Haagse college van burgemeester en wethouders. Dagblad De Waarheid schreef op 29 december 1988 in een artikel dat het monument onthuld zou gaan worden op 26 augustus 1989, precies elf jaar na de oprichting van de International Lesbian and Gay Association (ILGA). Het liep echter anders. Hoewel alle direct betrokken instanties eerder hadden toegezegd geen bezwaren te hebben tegen het monument en de keuze voor de locatie, bleek er binnen de toenmalige ambtelijke top van het ministerie van Landbouw, Visserij en Natuurbeheer, onder welk gezag het Staatsbosbeheer viel, felle tegenstand over plaatsing van het monument op die locatie te zijn. Het nee bleek onwrikbaar en onoverkomelijk. Door deze afwijzing moest de stichting op zoek naar een andere locatie. Alternatieven waren snel gevonden maar nu bleek het lastig om ook de gemeente te kunnen overtuigen van de geschiktheid van de voorgestelde locaties. Plaatsen als Grote Markt en het Spuiplein passeerden de revue; De gemeente gaf een negatief advies. Van andere plaatsen in de binnenstad werd bevonden dat deze niet geschikt waren uit oogpunt van het karakter van beschermd stadsgezicht of ruimtelijke ordening, dan wel de bestaande visie op toepassing van beeldende kunst in de binnenstad. Uiteindelijk bleek plaatsing in de binnenstad niet haalbaar, en het oponthoud duurde zo lang dat besloten werd om verder te kijken binnen de stadsgrenzen van Den Haag.

### Ida Gerhardt

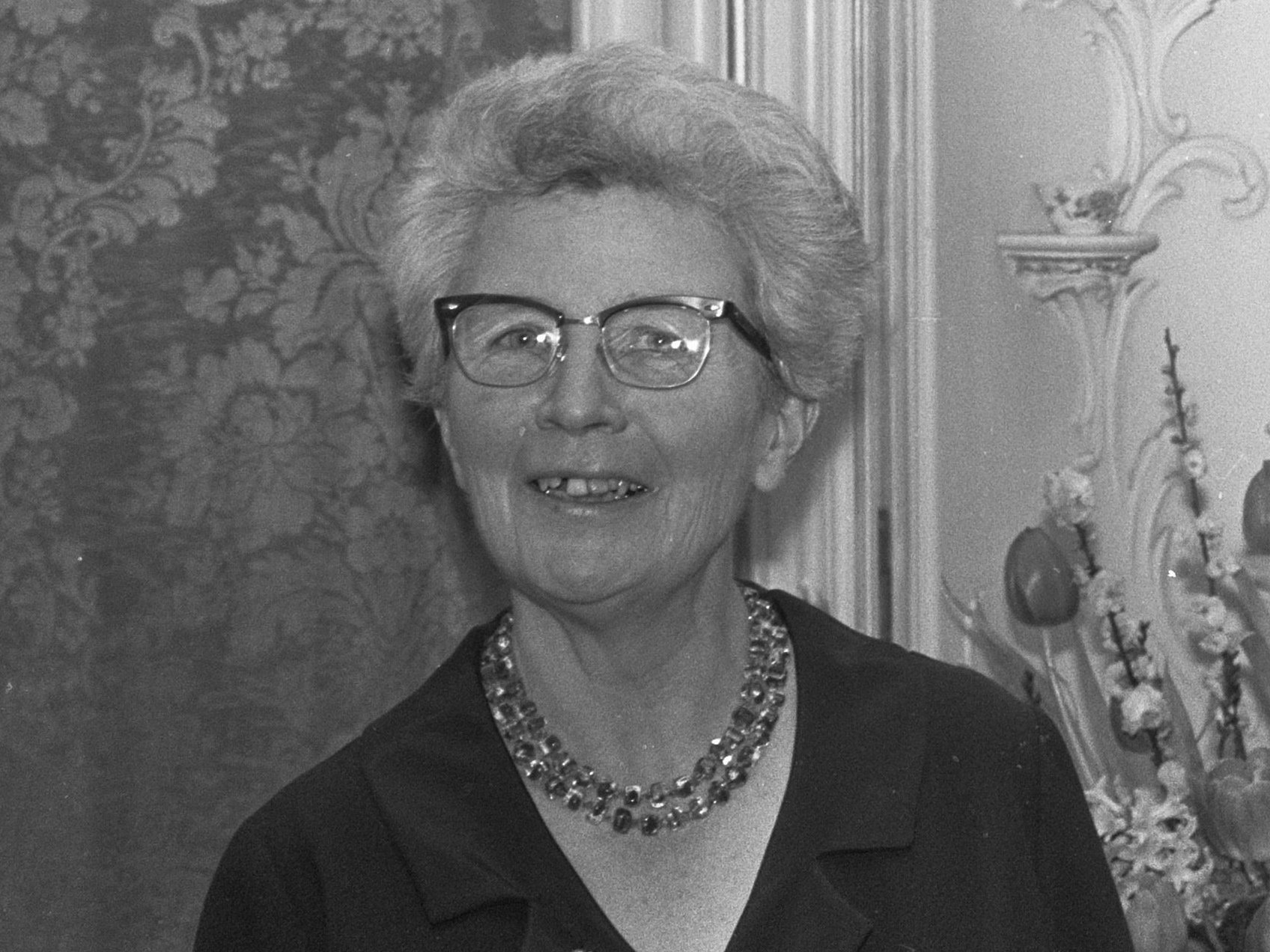
Dichteres Ida Gerhardt (1905-1997)

Dichteres Ida Gerhardt liet op 20 juli 1993 bij monde van haar uitgeverij Athenaeum - Polak & Van Gennep weten dat zij toestemming gaf voor het gebruik van een zin uit haar werk “Tuin van Epicurus”, om deze in het graniet aan de voet van het monument te laten graveren:

Waar vriendschap open als het zonlicht is, werd ons een ongepeild geluk beschoren

### Onthulling
Na zeven jaren werk, waarbij de meeste tijd besteed was aan het zoeken naar een geschikte locatie, kon de stichting op 1 oktober 1993 genodigden en belangstellenden ontvangen bij de onthulling van het monument door de Haagse wethouder Anke van Kampen. De naar Aletta Jacobs vernoemde weg, op korte afstand van Madurodam, bood in de ruime groene berm langs de weg voldoende ruimte om de keus voor deze plek te rechtvaardigen. Tijdens de plechtigheid van de onthulling werd tevens aan de oorspronkelijke doelstelling van de stichting voldaan door het eigendom van het monument, met alle daarbij horende verplichtingen, over te dragen aan de gemeente Den Haag. De stichting besloot dat zij zichzelf niet zou opheffen, zodat zij in staat zou blijven om min of meer sluimerend op de achtergrond waakzaam voor het welzijn van het monument te kunnen zijn.

### Verplaatsing monument

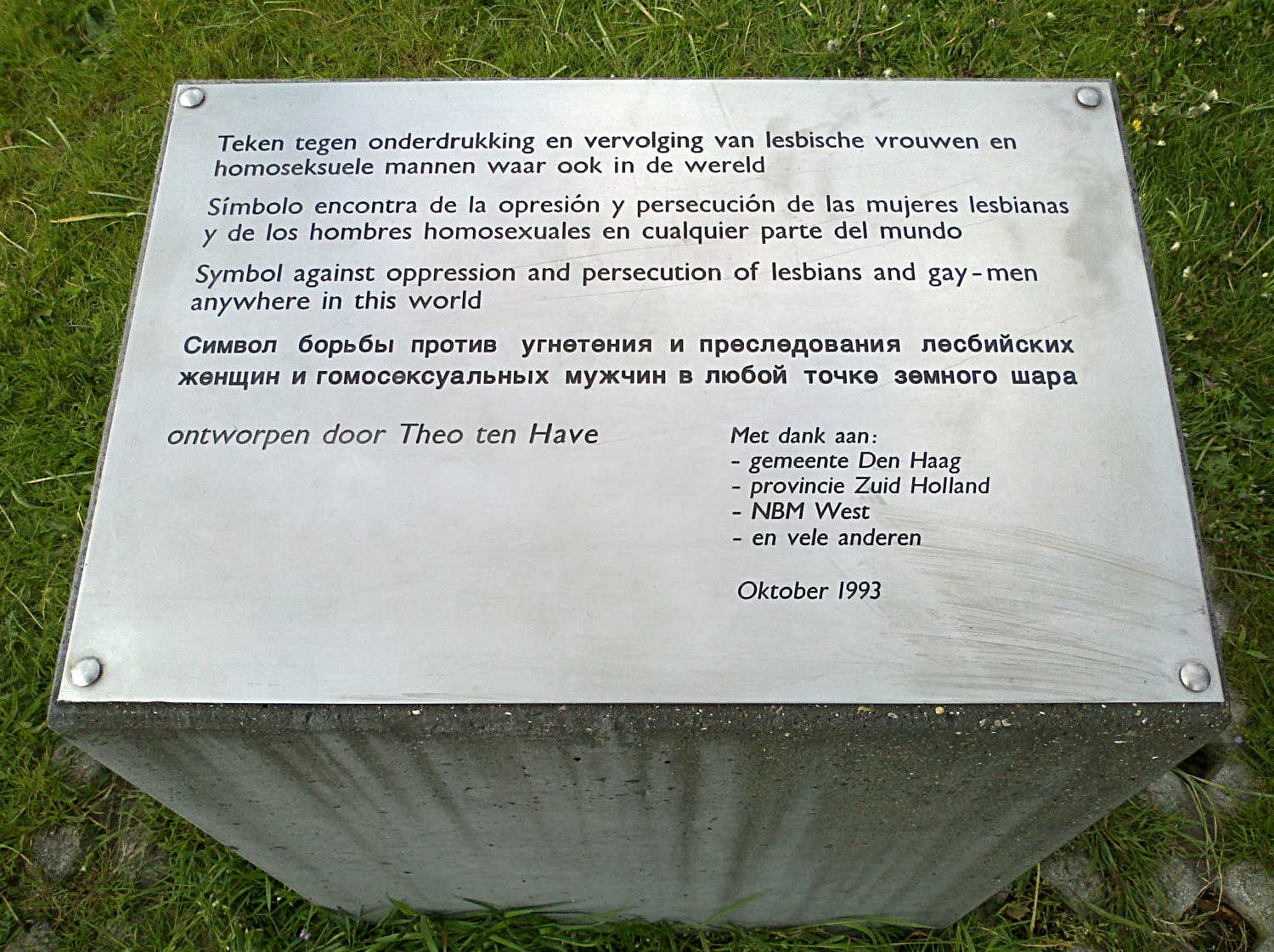
Plaquette op betonnen voetstuk, aan het monument toegevoegd in 2011. (2017)

In 2010 ontstond ophef over de plaatsing van een permanent toilethuisje voor haar personeel door een openbaarvervoerbedrijf op enkele meters afstand van het monument. Zowel het bedrijf als de gemeente leken bij de bouwaanvraag het monument over het hoofd te hebben gezien. Hierop ontstond een nieuwe discussie over de geschiktheid van deze locatie voor het monument. Zowel vanuit de gemeenteraad als lhbt-belangenorganisatie COC Haaglanden volgde een oproep om het monument een waardiger locatie te geven. Ook de Stichting Homomonument Den Haag Internationaal en kunstenaar Theo ten Have namen deel aan gesprekken hierover.
In de tussentijd besloot de gemeente dat het monument, naar haar mening niet goed als zodanig herkenbaar, een aanvulling behoefde. Daarom werd in 2011 naast het monument een plaquette onthuld door de Haagse wethouder Marjolijn de Jong. Op de plaquette staat in het Nederlands, Spaans, Engels en Russisch de volgende tekst:

Teken tegen onderdrukking en vervolging van lesbische vrouwen en homoseksuele mannen waar ook in de wereld

In 2014 ontwikkelde de discussie zich tot het niveau van onderzoek naar de geschiktheid van alternatieve locaties. Ook gevorderde plannen om van de huidige locatie gebruik te maken ten behoeve van het openbaar vervoer speelden nu een bijkomende rol. Raadsleden Kim Waanders (D'66) en Arjen Lakerveld, (VVD) schreven op 27 februari 2014 een brief aan burgemeester Jozias van Aartsen van Den Haag met het verzoek om het monument te verplaatsen, omdat ze de toenmalige locatie “niet passend” vonden. Vooral het (groene) gebied boven de Koningstunnel vlak bij het Malieveld leek de beste kanshebber te zijn. Op 3 maart 2015 stemde het Haagse College van Burgemeesters en Wethouders definitief in met verplaatsing van het homomonument naar die locatie. Na een opknapbeurt werd op 26 april 2015 het monument “her-onthuld” op de nieuwe locatie. De Haagse Burgemeester Jozias van Aartsen verrichtte de handeling samen met raadsleden Kim Waanders en Arjen Lakerveld. Ook de plaquette is meeverhuisd naar de nieuwe plek.

### Jubileum
Op 4 mei 2013 werd herdacht dat het monument 20 jaar eerder in gebruik was genomen. Minister Jet Bussemaker van Onderwijs, Cultuur en Wetenschap hield op deze gelegenheid een toespraak. Onder andere haalde zij daarbij de mishandeling aan die in dat jaar plaatsvond van een Nederlandse homoseksuele man in Parijs. En zij memoriseerde Tiemon Hofman (1925-1997), die in 1940 werd opgepakt, toen hij 16 jaar oud was, vanwege zijn homoseksuele contacten.

## Gebruik

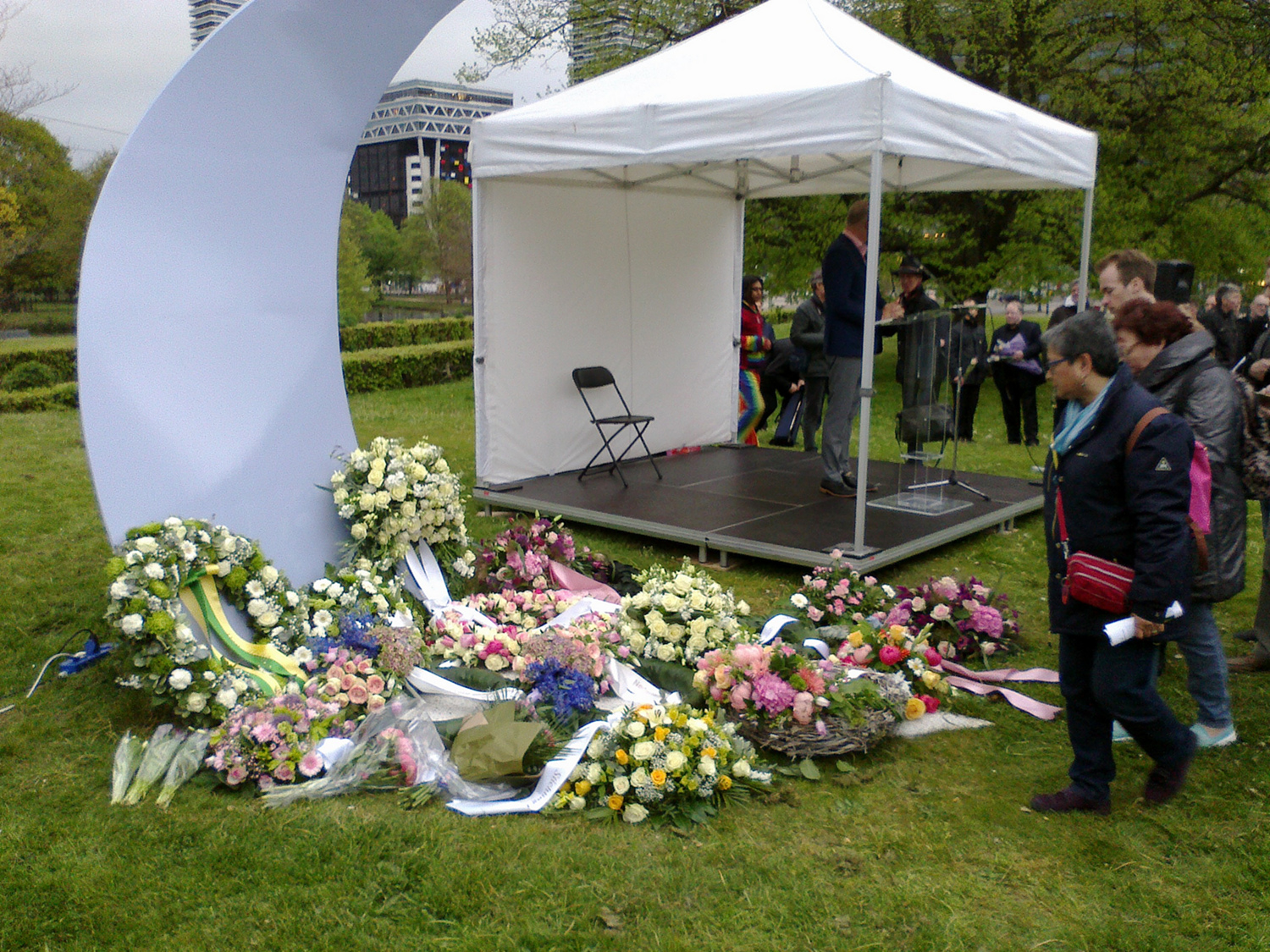
Herdenking op 4 mei 2017, waarbij ca. 250 mensen aanwezig waren

Jaarlijks is er bij het monument op 4 mei een plechtigheid ter gelegenheid van Nationale Dodenherdenking. Het Haagse homomonument is een van de plaatsen waar dan een officiële herdenking van de gemeente Den Haag plaatsvindt, waarbij vertegenwoordigers van deze stad aanwezig zijn, meestal een raadslid of wethouder. Deze wordt vormgegeven door lhbt-belangenorganisatie COC Haaglanden, samen met diverse zangkoren, musici, gemeente, politie en brandweer. De herdenking kent sinds 2009 een groeiende belangstelling. Bij de plechtigheid in 2014 waren circa 150 personen aanwezig.

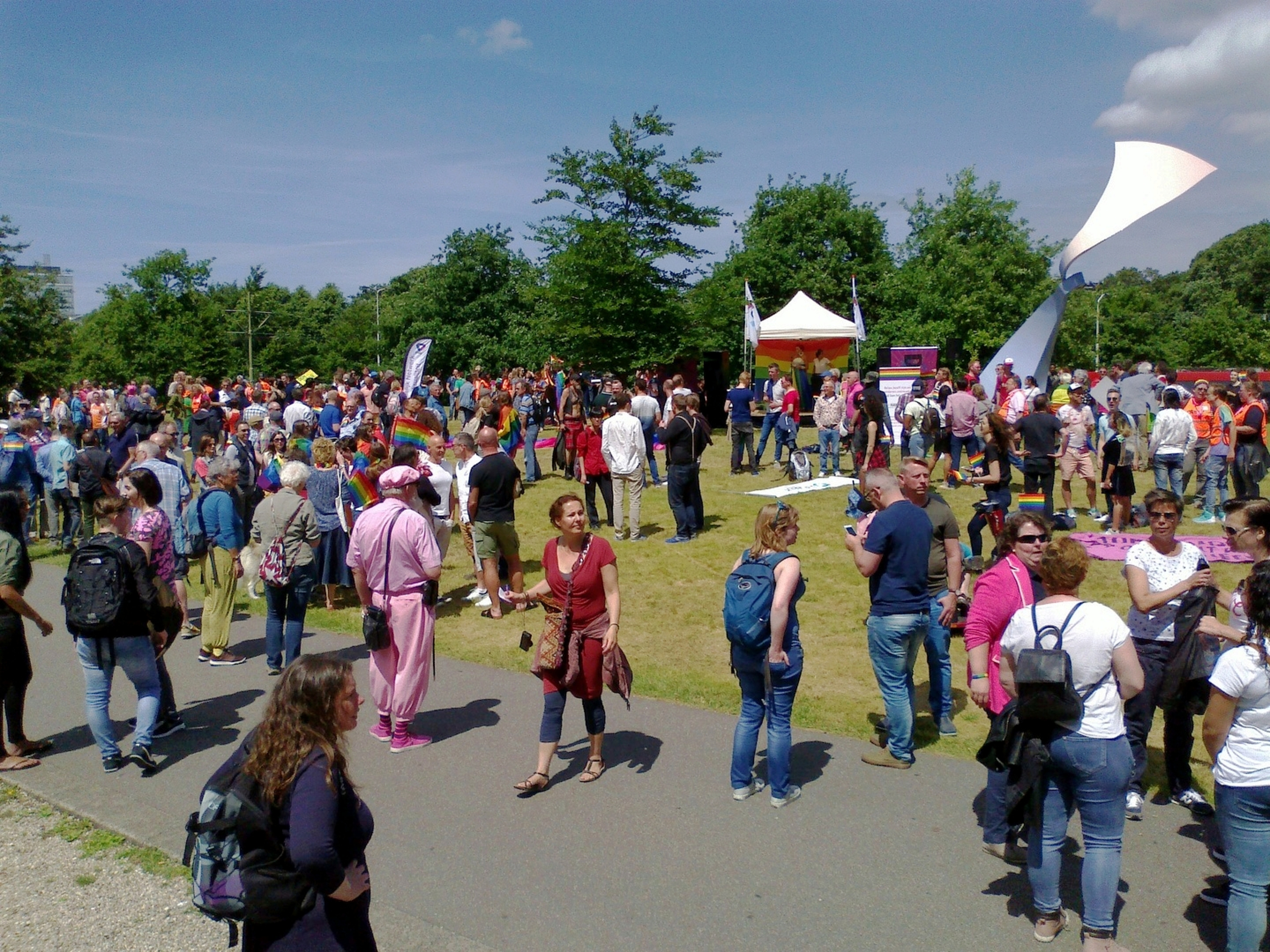
Pride Walk The Hague (10 juni 2017) had het monument als startpunt

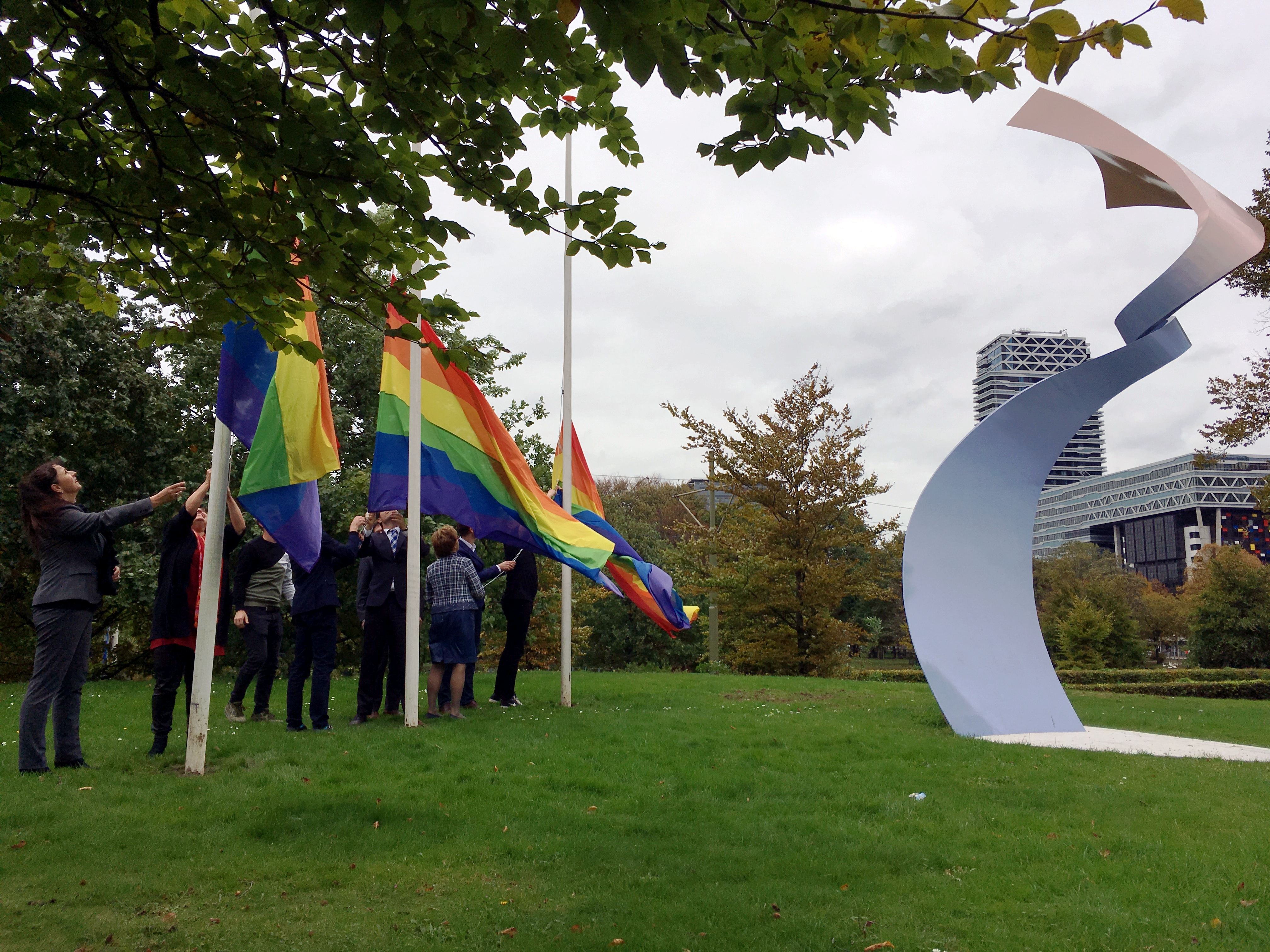
Politici uit de Haagse regio hijsen op Coming-Outdag (11 oktober 2017), enkele regenboogvlaggen ten top bij het monument